# Matthys van Rensburg
Pour les articles homonymes, voir Janse, Janse van Rensburg et Rensburg.
Matthys Cornelis Grove (Basie) Janse van Rensburg (né le 12 décembre 1919 et mort en 1970) est un homme politique sud-africain, membre du parti national, député (1953-1970) et ministre des postes et des communications de 1968 à 1970.

## Biographie
Issu d'une famille connue de Voortrekkers, membre du parti national dans l'état libre d'Orange, Basie van Rensburg est membre du conseil provincial (1949-1953) avant d'être élu député de Bloemfontein-centre (devenue ensuite Bloemfontein-Est) en 1953. 
Premier secrétaire du parti national de l'état libre d'Orange en 1951, il en est le chef de 1968 à 1970. 
Vice ministre des transports (1966-1968) dans le gouvernement de John Vorster, ce dernier le nomme ministre des postes et des télécommunications le 7 février 1968 à la place d'Albert Hertzog de plus en plus opposé aux réformes de Vorster.